# Panajachel
Panajachel, San Francisco Panajachel – miasto na południowym zachodzie Gwatemali, w departamencie Sololá. Według danych ze spisu ludności z 2002 roku liczba mieszkańców wynosiła 10 238 osób. 
Panajachel leży około 7 km na południe od stolicy departamentu – miasta Sololá. Miejscowość leży na wysokości 1597 metrów nad poziomem morza, w górach Sierra Madre de Chiapas, na brzegu jeziora kraterowego Atitlán.
Nazwa miasta pochodzi od słów w majańskim języku kaqchikel i w tłumaczeniu oznacza „miejsce, gdzie rosną drzewa sapote”.

## Gmina Panajachel
Miejscowość jest także siedzibą władz gminy o tej samej nazwie, która jest jedną z dziewiętnastu gmin w departamencie. W 2012 roku gmina liczyła 17 361 mieszkańców. Gmina jak na warunki Gwatemali jest bardzo mała, a jej powierzchnia obejmuje 22 km².
Mieszkańcy gminy utrzymują się głównie z turystyki, gdyż Panajachel obok miasta Antigua Guatemala, jest najczęściej odwiedzanym przez turystów miastem w Gwatemali.